# Pointe d’Orny
Pointe d’Orny – szczyt w Masywie Mont Blanc, w grupie górskiej Trient. Leży w południowej Szwajcarii w kantonie Valais. Szczyt można zdobyć ze schroniska Rifugio del Trient (3170 m). Pod szczytem zalega lodowiec Glacier du Trient.